# Ada-evangeliarium

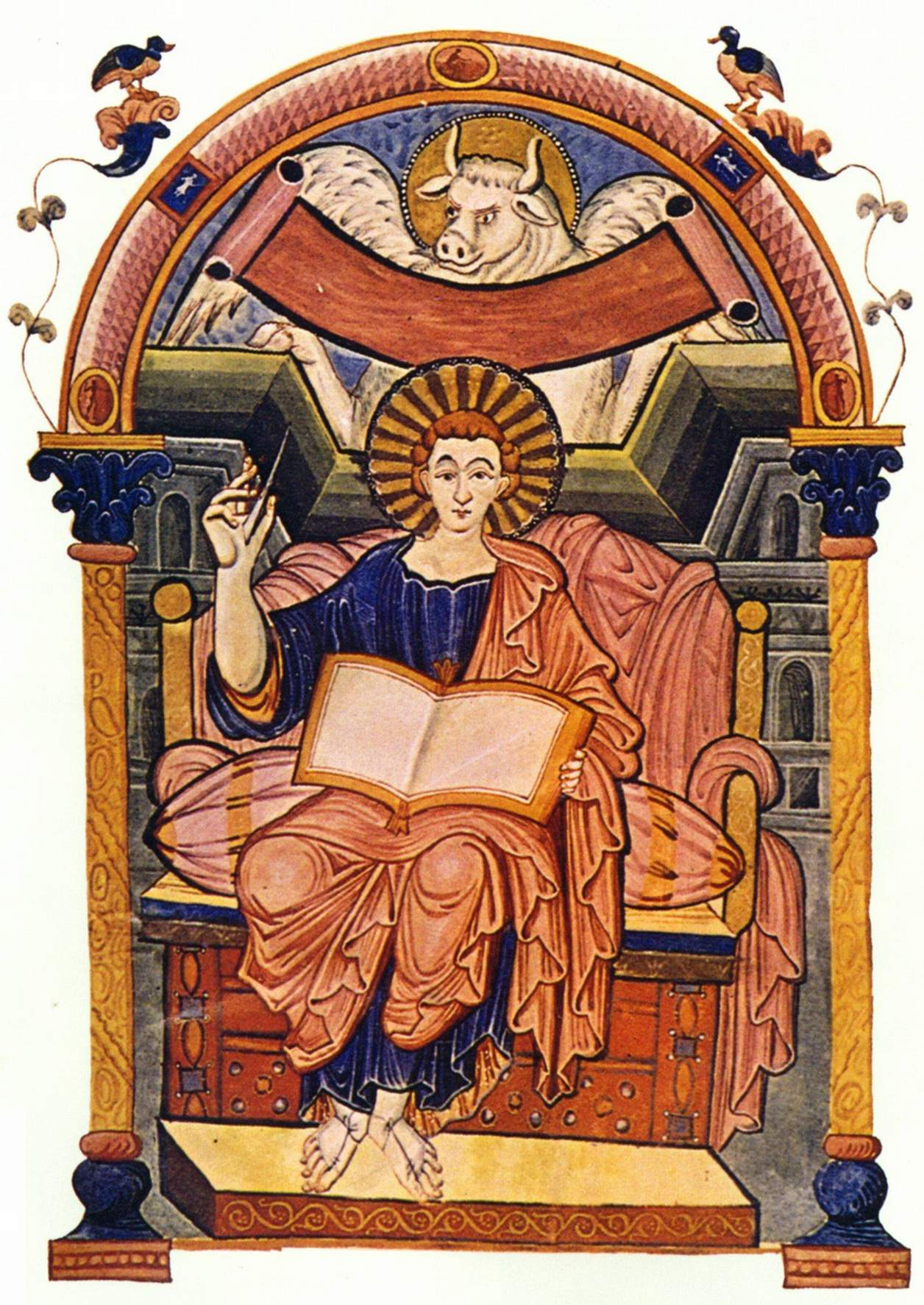
De apostel Lucas in het Ada-evangeliarium.

Het Ada-evangeliarium is een verlucht handschrift met de teksten van de vier evangeliën. Het heeft zijn naam gegeven aan een groep van manuscripten die gemaakt werden van ca. 780 tot de dood van Karel de Grote in 814.
De kopiisten en miniaturisten van de Ada-groep werkten aan het hof van Karel de Grote in Aken en de werken werden oorspronkelijk bedoeld als geschenken aan de kerkelijke dignitarissen en aan de adel. Ze gebruikten trouwens de meest precieuze grondstoffen: goud, zilver, purper en het  fijnste perkament. Sommige evangeliaria zijn rijkelijk versierd met gouden of zilveren initialen en dikwijls werd gewerkt op perkament dat eerst purper gekleurd was zoals de keizerlijke handschriften in Byzantium.

## Beschrijving

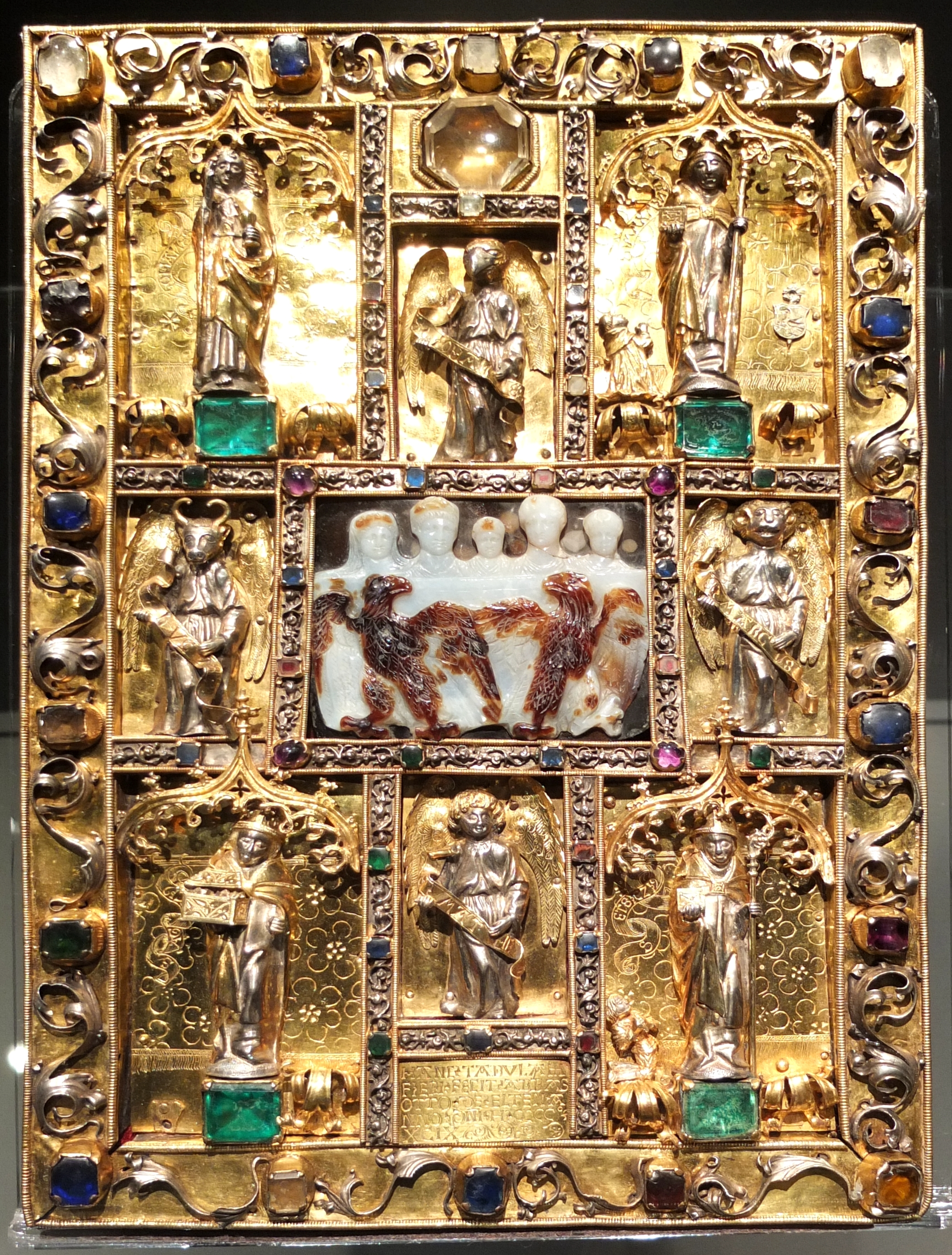
Voorplat in goud drijfwerk (1499)

Het evangeliarium meet 360 × 245. Het bevat 172 folia van vellum. Het is samengesteld uit 22 katernen van telkens 4 bifolia. De tekst is geschreven in goudinkt in twee kolommen van 32 lijnen. Het tekstblok meet 278 × 176 mm. Op sommige bladzijden is de tekst omkaderd, maar de grootte van het tekstblok blijft ongewijzigd.
De basistekst is geschreven in een Karolingische minuskel. De primaire titels en incipits zijn in een capitalis rustica geschreven, secundaire titels in unciaal. Het schrift tot folium 39 is zeer duidelijk verschillend van de rest van het handschrift, het boek werd dus gemaakt in twee campagnes. Vanaf folium 17 worden de capitalis en de unciaal enkel nog gebruikt voor initialen en opschriften.
In 1499 liet Otto van Elten, abt van St. Maximinus, een nieuwe band maken  met een voorplat in goud drijfwerk met in het midden een camee die uit de vierde eeuw stamt en de familie van Constantijn de Grote zou voorstellen. Dat voorplat wordt nu apart van het boek bewaard, eveneens in de bibliotheek van Trier.

## Inhoud
Het handschrift bevat de vier evangelies, volgens de Vulgaat,  in de volgorde Mattheus, Marcus, Lucas en Johannes.  Daarnaast bevat het boek de Novum opus, de brief van Hiëronymus aan paus Damasus, over zijn Bijbelvertaling, zo genoemd naar de eerste twee woorden ervan. Verder zijn er de breves causae of “capitulationes”, de samenvattingen van de evangeliën en de argumenta, korte biografieën van de evangelisten, die telkens de tekst van het evangelie voorafgaan. Het boek bevat ook een Liber generationis met de afstamming van Christus vanaf Abraham en de Canons van Eusebius die het de gebruiker van het boek makkelijk maken om de parallelle teksten in de vier evangeliën op te zoeken.
Het handschrift heeft de volgende indeling:
- f1v: Titelblad
- ff.3vr-5v: Novum Opus
- ff.6v-11r: canontabellen
- f15v: Mattheus portret
- f16r: Liber generationis: de afstamming van Christus
- ff.17v-56v: evangelie volgens Mattheus
- f59v: Marcus portret
- ff.60r-80r: evangelie volgens Marcus
- f85v: Lucas portret
- ff.86v-125v: evangelie volgens Lucas
- f127v: Johannes portret
- ff.128r-160r: evangelie volgens Johannes
- ff.161r-171r: Capitulare evangeliorum[2]
- f172r: Het gedicht met de vermelding van de opdrachtgeefster

## Opdrachtgever
Het handschrift bevat achteraan een gedicht dat later in het boek werd toegevoegd en dat als opdrachtgeefster een zekere Ada noemt die een zuster van Karel de Grote zou geweest zijn. 
(…) Quem devota deo iussit perscribere mater Ada ancilla dei (…)— 

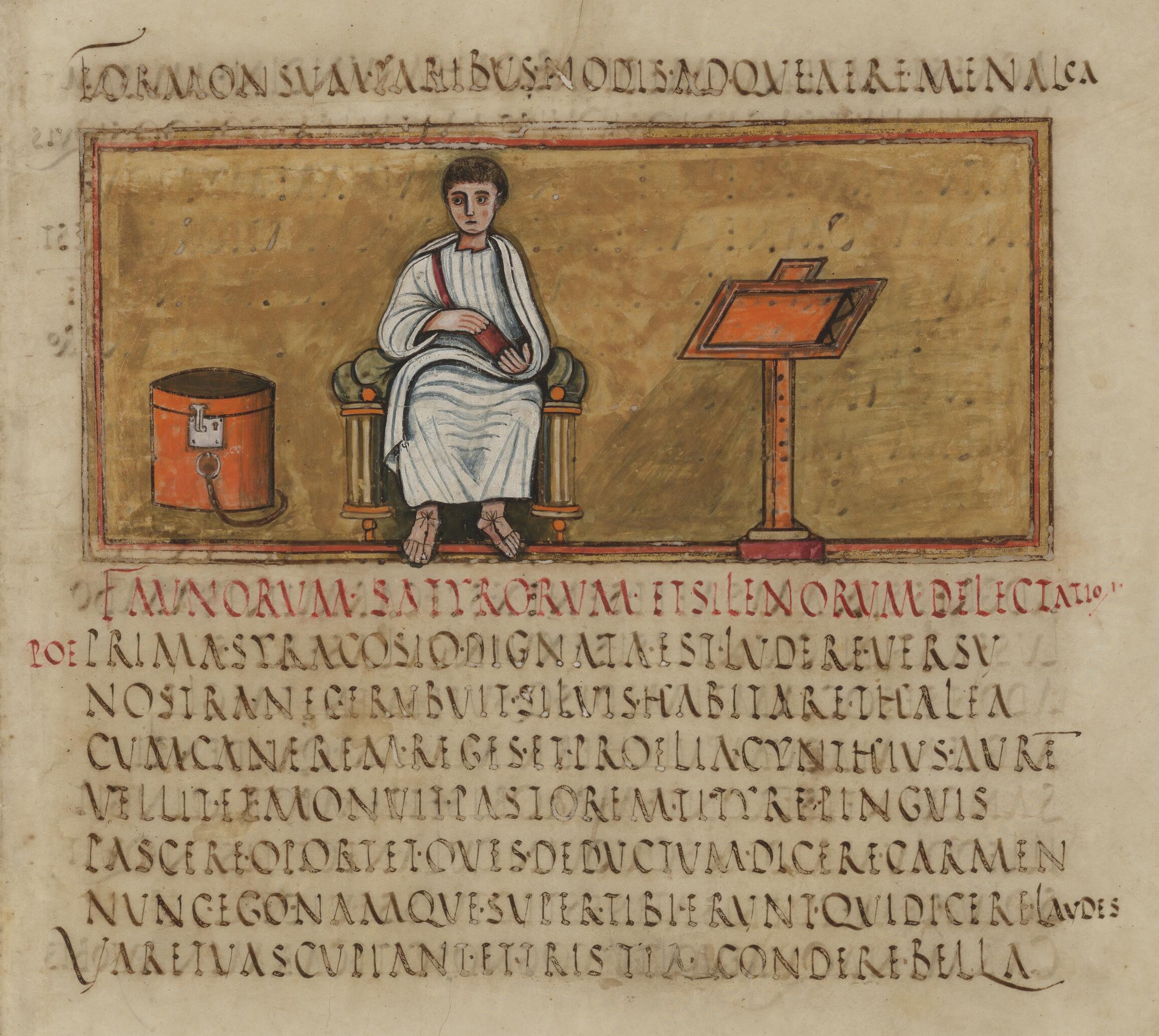
Romeinse Vergilius, 5e eeuw

## Stijl
Alle handschriften in de Ada-groep zijn geschreven tijdens het leven van Karel de Grote en getuigen van zijn streven om de klassieke kunst uit Rome in ere te herstellen. De vroege Karolingische kunstenaars hebben nieuw leven ingeblazen in het picturale illusionisme zoals dat werd beoefend in de late oudheid. Hun stijl verschilt aanmerkelijk met die van de voorgaande Frankische School, die zich behielp met kleine motieven, terwijl de Ada-groep de menselijke figuur en een dynamische architectuur tot een nieuwe expressie brengt, zowel ornamenteel als symbolisch als illusionistisch. De meeste van de evangeliaria bevatten evangelisten portretten als inleiding op de evangelies. Die zijn duidelijk geïnspireerd door de auteursportretten in de werken van de antieke filosofen. De kunstenaars trachten ook het driedimensionale in hun afbeeldingen voor te stellen. Via de werken uit het late antieke Rome werden ook de Byzantijnse invloeden geïmporteerd die in die vroege Karolingische kunst kunst duidelijk merkbaar zijn. Daarnaast zijn er ook directe verwijzingen naar de Anglo-Ierse of Insulaire stijl wat niet verwonderlijk is als men bedenkt dat Alcuinus, een Angelsaksische geleerde uit York, de leiding had over de hofschool, maar de Byzantijnse en Greco-Italiaanse invloeden zijn duidelijk dominant. Men kan hier terecht spreken van een vroege renaissance, een teruggrijpen naar de voorbeelden uit het antieke Rome.
Werken uit de Ada-groep

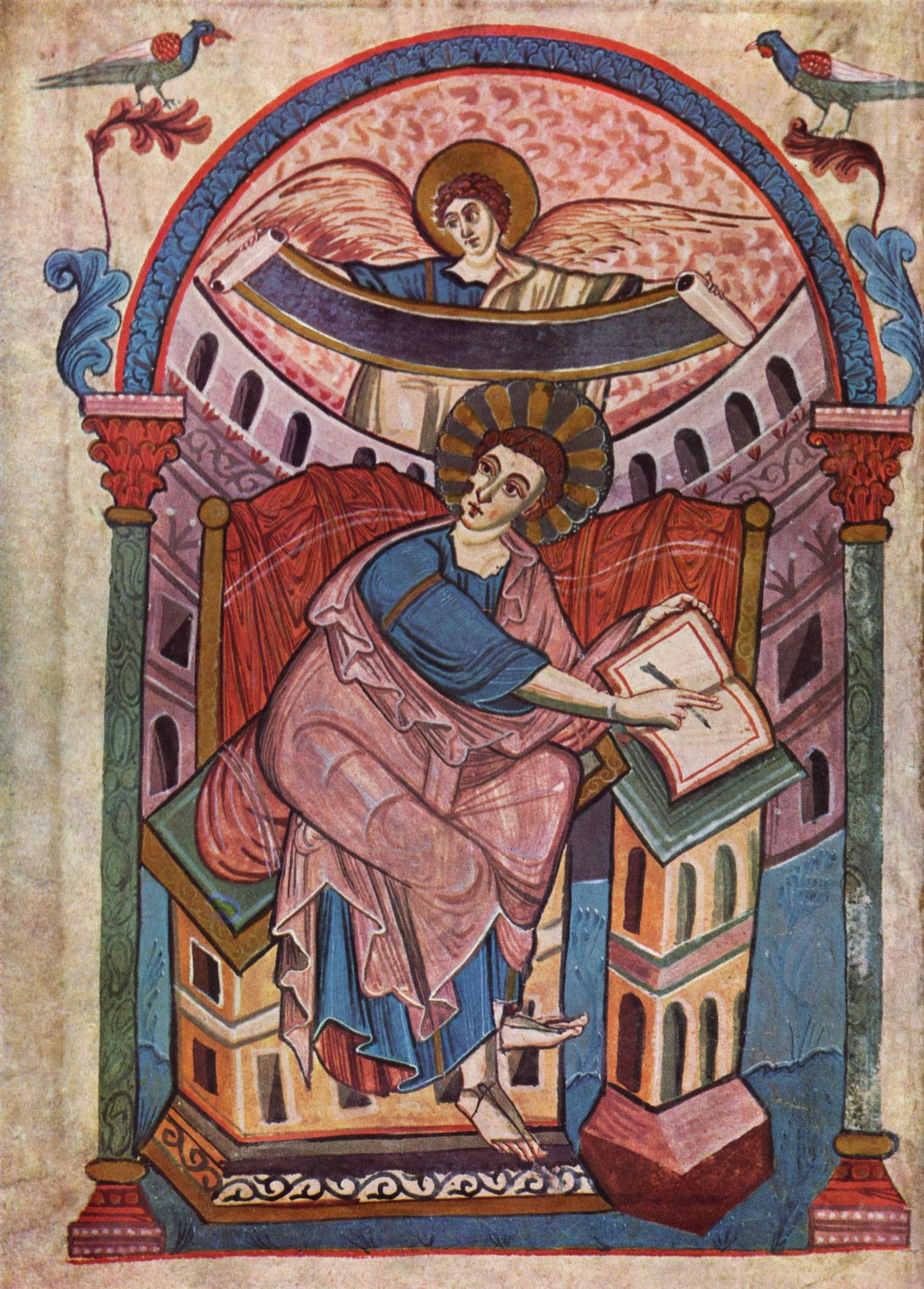
Ada-evangeliarium
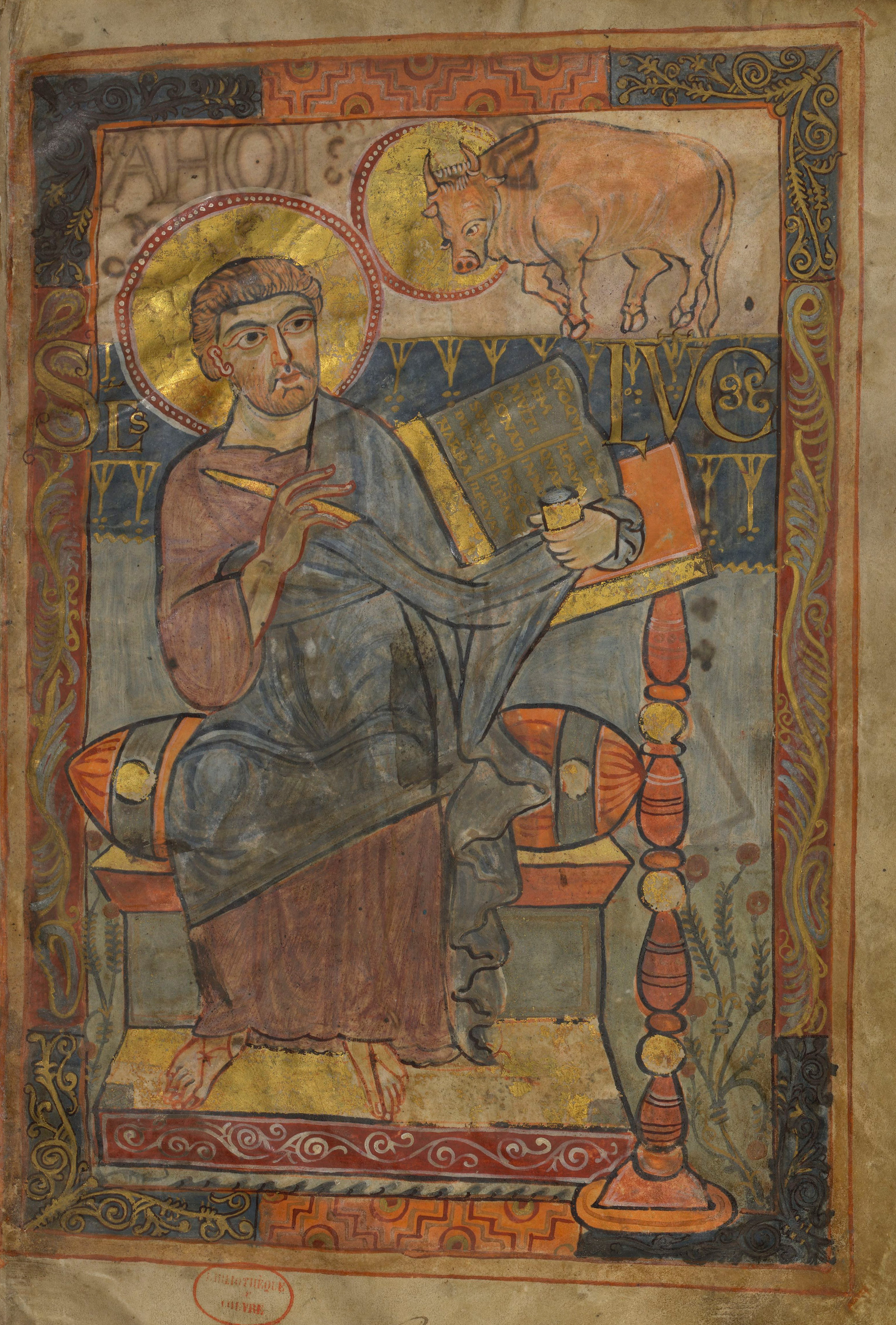
Godescalc-evangelistarium
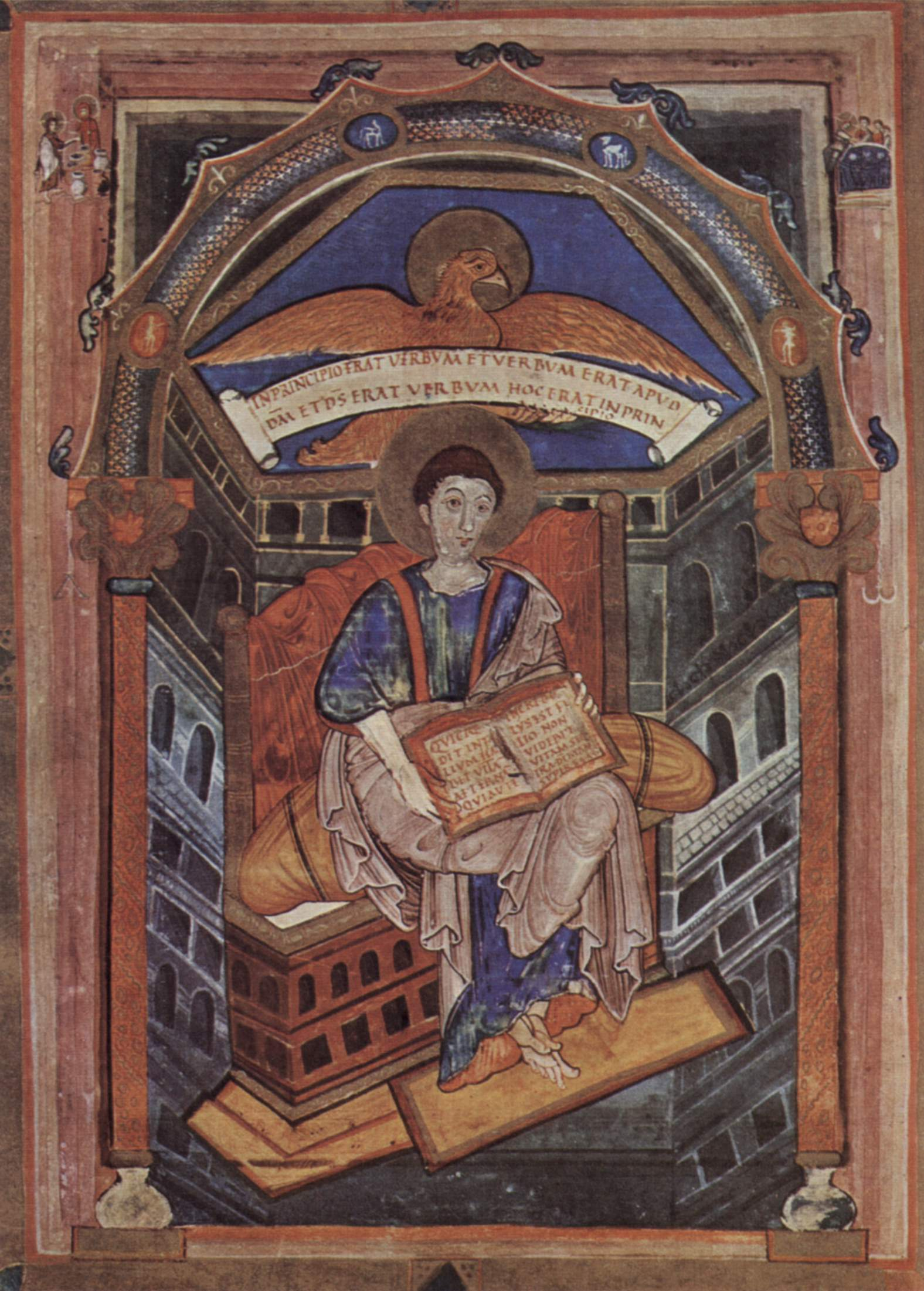
Evangeliarium van Soissons
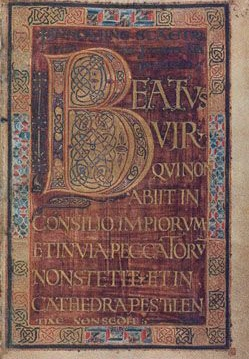
Dagulf-psalter
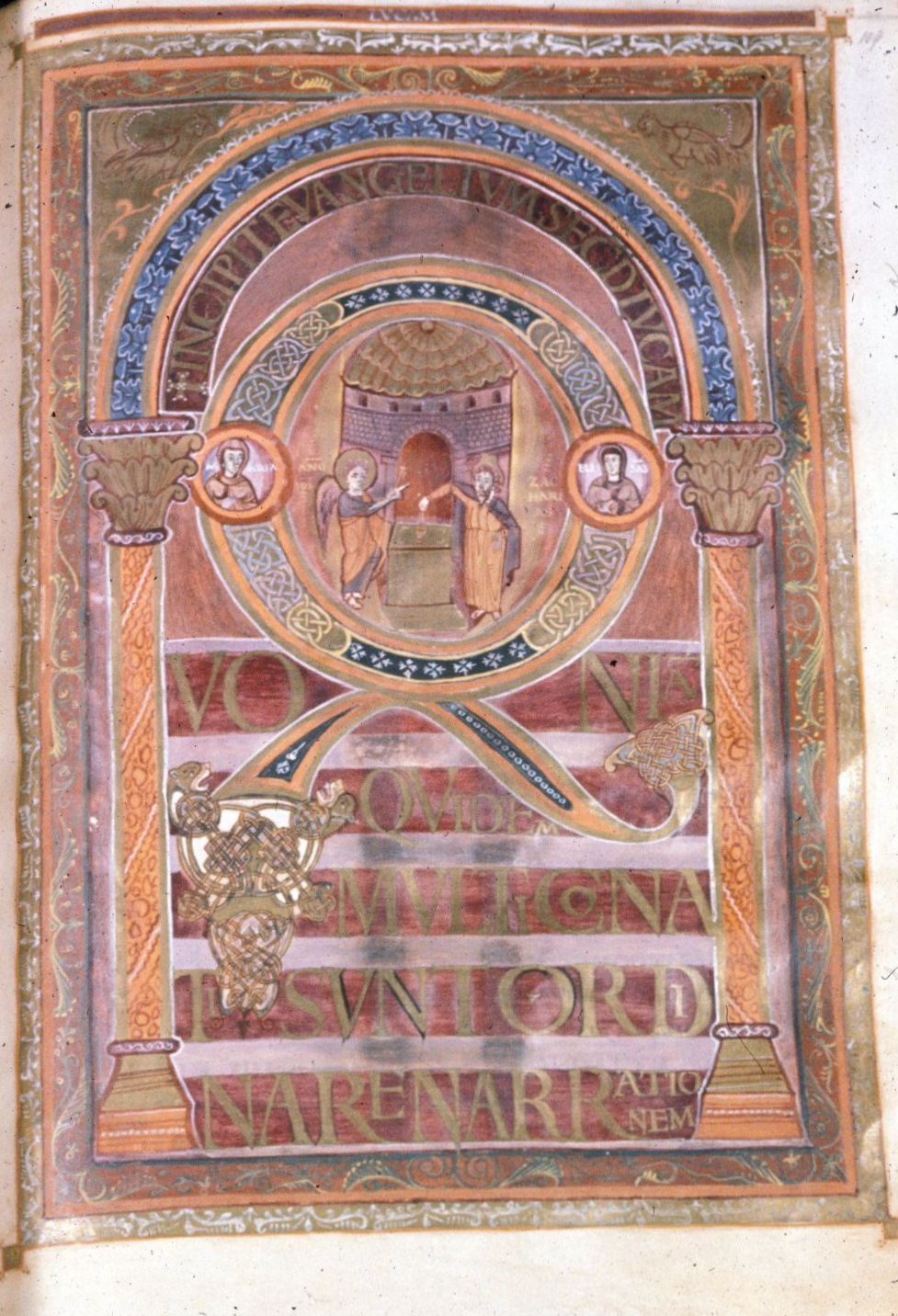
Harley evangeliarium
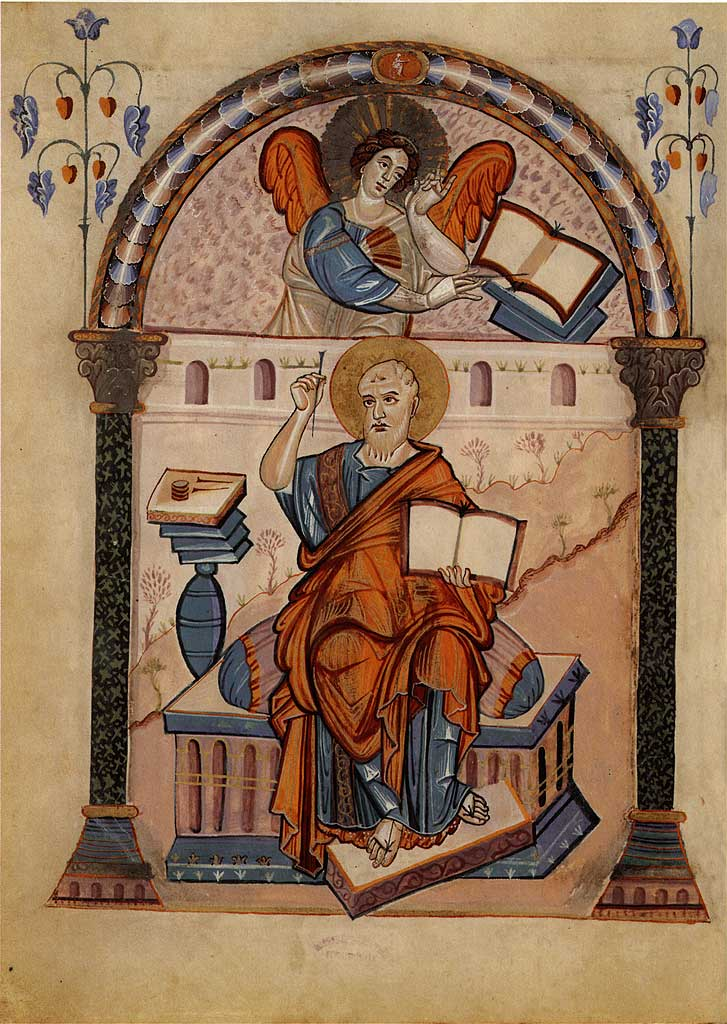
Evangeliarium van Lorsch

Ada-evangeliarium · Barberini-evangeliarium · Boek van Armagh · Evangeliarium van Augustinus van Canterbury · Book of Durrow · Book of Kells · Codex Argenteus · Codex aureus van St. Emmeram · Codex Carolinus · Codex Aureus Epternacensis · Codex Eyckensis · Codex Gissensis · Diatessaron · Durham-evangeliarium · Evangeliarium van Echternach · Evangeliarium van Egmond · Evangeliarium van Lorsch · Gefragmenteerd evangelieboek (A. II. 10.) · Godescalc-evangelistarium · Lichfield-evangeliën · Lindisfarne-evangeliarium · Luikse diatessaron · Mac Durnan-evangeliarium · Middelnederlandse Apocalyps · Minuskel 76 · Evangeliarium van Munsterbilzen · Otho-Corpus-evangeliarium · Evangelieboek van Sankt Gallen · Xanten-evangeliarium